# Атака Уэйджера
Атака Уэйджера (англ. Wager's Action), известная в английской историографии как Первое морское сражение у Картахены-де-Индиас (англ. 1st naval battle of Cartagena de Indias) и в испанской историографии как Битва при Бару (исп. Batalla de Barú) — морское сражение между британским и объединённым франко-испанским флотом, состоявшееся 8 июня 1708 во время Войны за испанское наследство.

## Предыстория
Весной 1708 года сэр Чарльз Уэйджер участвовал в экспедиции в Карибском море, командуя четырьмя кораблями: 70-пушечным линейным кораблём «Экспедишн» (англ. Expedition, капитан Генри Лонг), 60-пушечным линейным кораблём «Кингстон» (англ. Kingston, капитан Саймон «Тимоти» Бриджес), 50-пушечным линейным кораблём «Портленд» (англ. Portland, капитан Эдвард Виндзор) и 8-пушечным брандером «Валче» (англ. Vulture, коммандер Цезарь Брукс). В апреле эскадра остановилась у острова Пекенья-Бару (часть островов Розарио), в 30 милях от Картахены, чтобы пополнить припасы. Испанцы, узнав о прибытии британского флота, по распоряжению губернатора Картахены отправили сообщение испанским кораблям, стоявшим на якоре в Портобело.
Командир торговых кораблей серебряного флота Хосе Фернандес де Сантильян, несмотря на предупреждение, решил отплывать из Портобело в Картахену 28 мая: он не хотел задерживаться, потому что приближался сезон штормов, а оставшаяся часть флота вместе с французскими кораблями под командованием Жана-Батиста Дюкасса могла отплыть из Гаваны без самого Сантильяна. В составе испанского флота было четырнадцать торговых судов, легко вооружённый хольк и три галеона: 64-пушечный «Сан-Хосе» (исп. San José, капитан Хосе Фернандес де Сантильян), 64-пушечный «Сан-Хоакин» (исп. San Joaquín, капитан Антонио де Вильянуэва) и 44-пушечный «Санта-Крус» (исп. Santa Cruz, капитан де ла Роза). На галеонах находились запасы золота, серебра и драгоценных камней: от 7 до 11 миллионов песо на «Сан-Хосе», 5 миллионов на «Сан-Хоакине» и оставшаяся часть на «Санта-Крус».

## Битва
Испанский флот достиг острова Бару вечером 7 июня, пришвартовавшись как раз там. На следующий день ветер был слабый. Примерно в 3 часа пополудни испанцы заметили приближение эскадры Уэйджера и заняли оборонительные позиции. Однако англичане знали, что им надо атаковать самые крупные корабли, поскольку именно там было больше всего золота.
В бой вступил «Кингстон», атаковав в 5 часов галеон «Сан-Хоакин», и тот после двухчасового боя, воспользовавшись наступлением темноты, отступил при поддержке судна «Консепсьон» (исп. Concepción). «Экспедишн» атаковал галеон «Сан-Хосе», подойдя к нему довольно близко. В течение полутора часов между кораблями шёл бой на расстоянии 60 метров, и внезапно «Сан-Хосе» взорвался и затонул вместе с грузом. Из 600 членов экипажа и пассажиров спаслись только 11 человек.
Уже стемнело, но взошла полная луна и Уэйджер в два часа ночи продолжил поиски корабля «Санта-Крус» и захватил корабль. В ходе схватки погибло 14 английских моряков и 90 испанских. На самом судне англичане не обнаружили ничего, кроме 13 сундуков с испанскими золотыми песо и 14 кусков серебра, которые принадлежали какому-то частному лицу. На рассвете англичанами был найден и «Сан-Хоакин», после чего Уэйджер приказал экипажам «Кингстона» и «Портленда» атаковать галеон. Но тот успел добраться до гавани Картахены, а британцы не рискнули атаковать укреплённый порт.
По пути в Картахену корабль «Консепсьон», преследуемый англичанами, сел на мель у острова Бару, где и спрятался его экипаж.

## Итоги
Испанцы потеряли три корабля в данном сражении, что не позволило им перевезти запасы золота и серебра в Европу и тем самым укрепить франко-испанский союз. Несмотря на победу, Чарльз Уэйджер был разочарован добычей и говорил, что она могла быть крупнее, успей англичане захватить «Сан-Хоакин». Капитаны Бриджес и Виндзор были разжалованы во флоте за эту неудачу.

## Наследие
Запасы золота и серебра, ушедшие на дно с «Сан-Хосе», оцениваются в сумму от 4 до 17 миллиардов долларов США согласно предположениям, что на борту находилось от 7 до 10 миллионов испанских песо (примерно столько же, сколько на «Сан-Хоакине»). «Сан-Хосе» часто называется «Святым Граалем кораблекрушений», и в настоящее время место кораблекрушения активно исследуется дайверами. В начале 1980-х годов дочерняя компания Sea Search Armada одной из первых заявила об обнаружении корабля, однако правительство Колумбии не могло проверить точное местонахождение корабля по его координатам. В июле 2007 года Верховный суд Колумбии объявил, что любые сокровища, найденные в территориальных водах Колумбии, будут разделены между правительством и ныряльщиками, а в 2011 году суд США признал галеон собственностью Колумбии. Согласно оценке компании Sea Search Armada, стоимость сокровищ составляет всего 3 миллиарда долларов США.
4 декабря 2015 президент Колумбии Хуан Мануэль Сантос подтвердил официально, что «Сан-Хосе» был найден Национальными военно-морскими силами Колумбии.